# Da Weasel
Da Weasel est un groupe de hip-hop portugais, originaire d'Almada. Il est le premier groupe de hip-hop à avoir fait surface au Portugal, il est aussi le meilleur groupe du genre selon la presse spécialisée.
Leurs succès s'étend en France, où ils ont fait deux concerts à l'Olympia, un au Zenith et un au Bercy, en  Allemagne, en Espagne, en Suisse, au Luxembourg, au Brésil, en Angola, au Mozambique, au Cap-Vert et en Belgique.

## Biographie

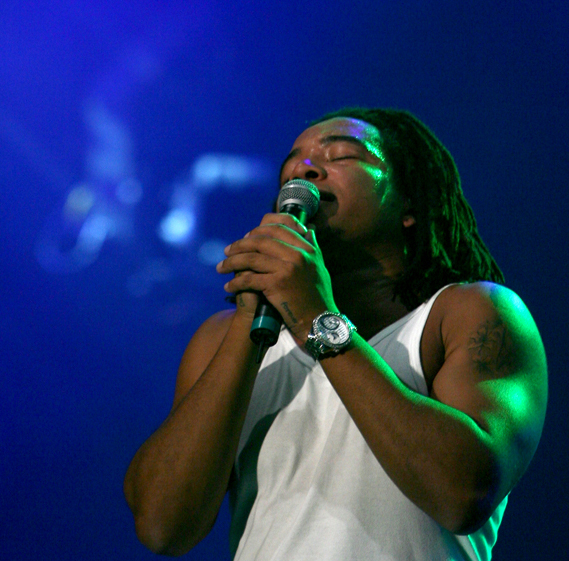
Virgul.

Le groupe est formé en 1993 à Almada.
Le groupe publie son premier album Dou-lhe com a Alma en 1997. C'est à partir de ce projet que le hip-hop portugais commence à se concrétiser. À cette période, la formation initiale est rejoint par Pedro Quaresma (guitare) et Guilherme Silva (batterie). En 1998 sort une réédition de cet album avec quatre remixes : Dúia (remixé par Ricardo Camacho et Amândio Bastos), Pregos (par Alex Fx), Casos de polícia (par DJ C-Real) et Para a nóia (par Armando Teixeira).
Plus tard cette année, le groupe participe au projet Tejo Beat, une collection musicale produite par Mario Caldato. Au début de 1999, ils publient XX Anos XX Bandas, un disque en hommage à Xutos & Pontapés, auquel ils participent avec la chanson Death Squad.
Ils reçoivent en 2004, et en 2007 par les MTV Europe Music Awards, la récompense du meilleur groupe portugais.
Le 9 décembre 2010, Da Weasel annonce la fin officielle du groupe, après 17 ans d'existence. Le même mois, une pétition en ligne s'ouvre pour la réunion du groupe.

## Style et influences
Les textes du groupe parlent de la misère des banlieues portugaises, du racisme, de sexe et de la politique. Leur style musical est similaire à celui du groupe américain N.E.R.D. Leur genre musical est un mélange de rock, rap, funk, soul, dancehall et dub. Leurs principales influences sont Cypress Hill, Public Enemy, Rage Against the Machine, Nirvana, Public Enemy, Beastie Boys et Dr. Dre.

## Ex-membres
- Pacman - chant
- Virgul - chant
- Jay Jay - basse
- Quaresma - guitare
- Silva - batterie
- DJ Glue : DJing/programmations

## Discographie
- 1994 : More than 30 motherfuckers
- 1995 : Dou-lhe com a alma
- 1996 : Dou-lhe com a alma ao vivo na antena 3
- 1997 : 3° Capitulo
- 1999 : Iniciação a uma vida banal - o manual
- 2001 : Podes fugir mas não te podes esconder
- 2004 : Re-Definições
- 2005 : Ao Vivo
- 2007 : Amor, Escarnio & Maldizer